# Cartoonito
A Cartoonito egy gyerektévé, amely a Turner Broadcasting System tévétársasághoz tartozik. Az adó óvodásoknak és kisiskolásoknak készült műsorokat ad. A Cartoonito tizenöt nyelven fogható Európában, Afrikában és Ázsiában. Van, ahol már önálló adóként, máshol pedig még csak programblokként.

## Története
A televízió 2006. szeptember 4-én indult a Cartoon Network Too programblokkjaként. A brit-ír önálló csatorna 2007 májusában kezdte meg a sugárzást. 2011-ben elindult az adó olasz és spanyol változata, valamint ekkortól fogható az európai műsorblokk a Boomerang, az arab a Cartoon Network Arábián, a török a Cartoon Network Törökországon, a skandináv a Cartoon Network Skandinávián, a német a Boomerang Németországon és a francia Boingon. 2012-ben elindult a Cartoonito délkelet-ázsiai változata is. 2013. április 1-jén a japán műsorblokk a Cartoon Network Japánon megkezdte a sugárzást.

## Adásváltozatok

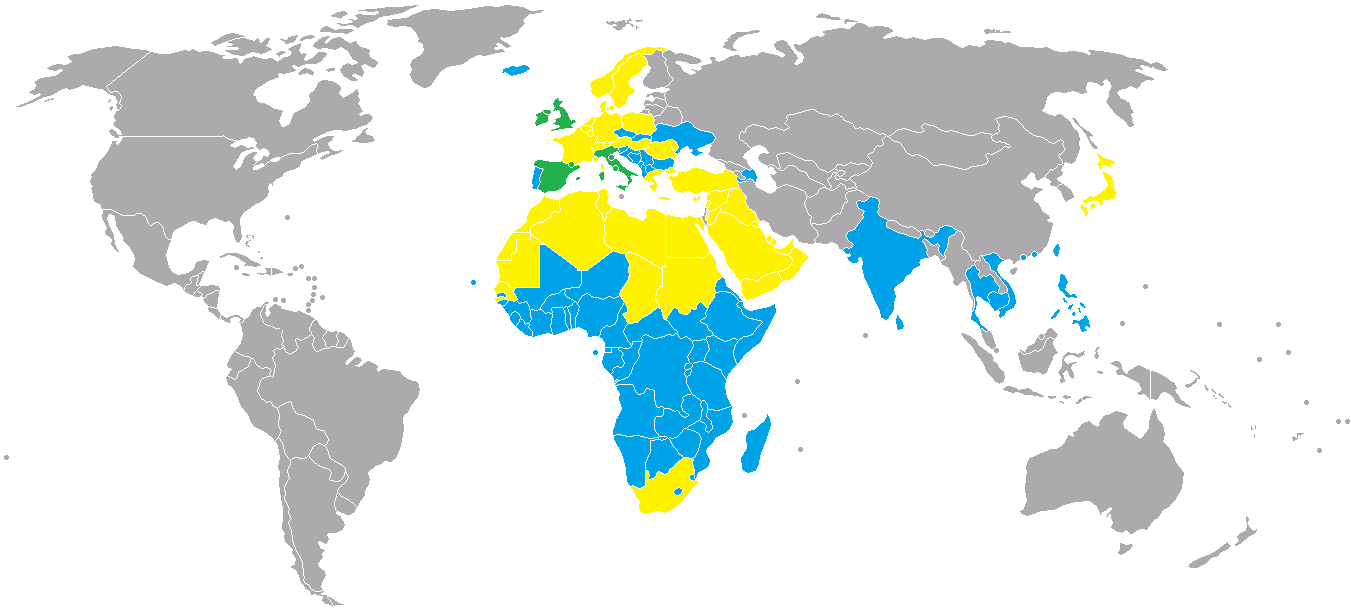
zöld = van Cartoonito önálló adóként az adott ország nyelvén
kék = van Cartoonito önálló adóként/műsorblokként nem az ország nyelvén
sárga = van Cartoonito műsorblokként az adott ország nyelvén

A műsorblokkok dőltek.
| Ország                                                       | Régió neve                                | Nyelv                                       | Indult               |
| ------------------------------------------------------------ | ----------------------------------------- | ------------------------------------------- | -------------------- |
| Egyesült Királyság Írország                                  | Cartoonito Egyesült Királyság és Írország | angol                                       | 2007. május 24.      |
| Olaszország San Marino Vatikán                               | Cartoonito Olaszország                    | olasz                                       | 2011. augusztus 22.  |
| Franciaország                                                | Cartoonito Franciaország                  | spanyol                                     | 2011.                |
| Németország Ausztria Svájc                                   | Cartoonito Németország                    | német                                       | 2011. szeptember     |
| Spanyolország                                                | Cartoonito Spanyolország                  | spanyol                                     | 2011. szeptember 1.  |
| Arab államok                                                 | Cartoonito Arábia                         | arab                                        | 2011. szeptember 4.  |
| Európa, Közel-Kelet, Afrika                                  | Cartoonito Európa                         | angol, holland?                             | 2011. október 12.    |
| Magyarország Lengyelország Románia Görögország, Arab államok | Cartoonito Közép- és Kelet-Európa         | magyar, lengyel, román, angol, görög, arab? | 2011. október 12.    |
| Dánia Norvégia Svédország                                    | Cartoonito Skandinávia                    | svéd, norvég, dán                           | 2011. október?       |
| Törökország Észak-Ciprus Azerbajdzsán                        | Cartoonito Törökország                    | török                                       | 2011. október?       |
| Délkelet-Ázsia                                               | Cartoonito Ázsia                          | angol                                       | 2012. december 1.    |
| Japán                                                        | Cartoonito Japán                          | japán                                       | 2013. április 1.     |
| Amerikai Egyesült Államok                                    | Cartoonito Amerikai Egyesült Államok      | angol                                       | 2021. szeptember 13. |